# 天體物理數據系統

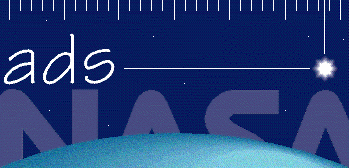
ADS徽標

天體物理數據系統（英語：通常簡稱為）由美国国家航空航天局（NASA）開發，是一個有著超過700萬個有或沒有進行過同行評審的天文學和物理學線上數據資料庫。大多數的文章摘要可以免費線上查看，舊的完整的文章可以查看GIF和PDF格式的掃描版本。新的文章鏈接到雜誌的網頁，但這需要訂閱（天文學研究院擁有）。它由哈佛-史密松天體物理中心管理。
ADS是一個強有力的研究工具，自它1992年運行以來，已經對天文學研究起了重大影響。天文學搜尋以前需要幾天或幾周，但現在通過ADS搜尋器只需要幾秒可滿足天文學研究的要求。研究發現，ADS每年對天文學研究的貢獻等價于幾百萬美元，這個系統有三倍于天文學期刊的用戶。
ADS被世界各地的天文學家使用。因此，ADS用途的統計資料可看作是全世界天文學的研究趨勢。研究顯示，天文學家開展研究的數量是和該國家的人均國民生產總值有關係，並且一個國家天文學家的數量也與該國國民生產總值成正比。因此，總的研究量同國民生產總值平方除以人口總數成正比。